# 国鉄EF11形電気機関車

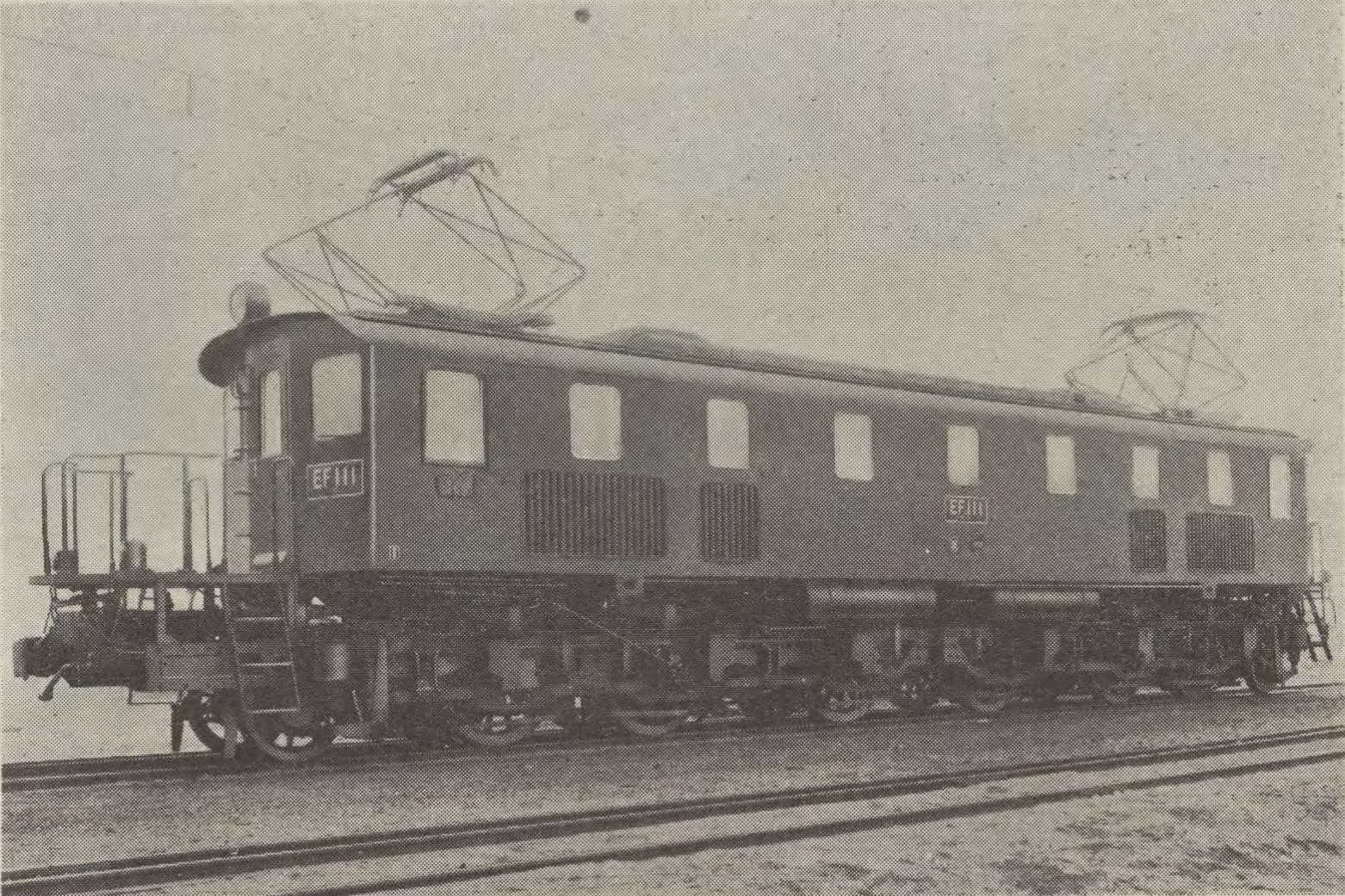
EF11 1

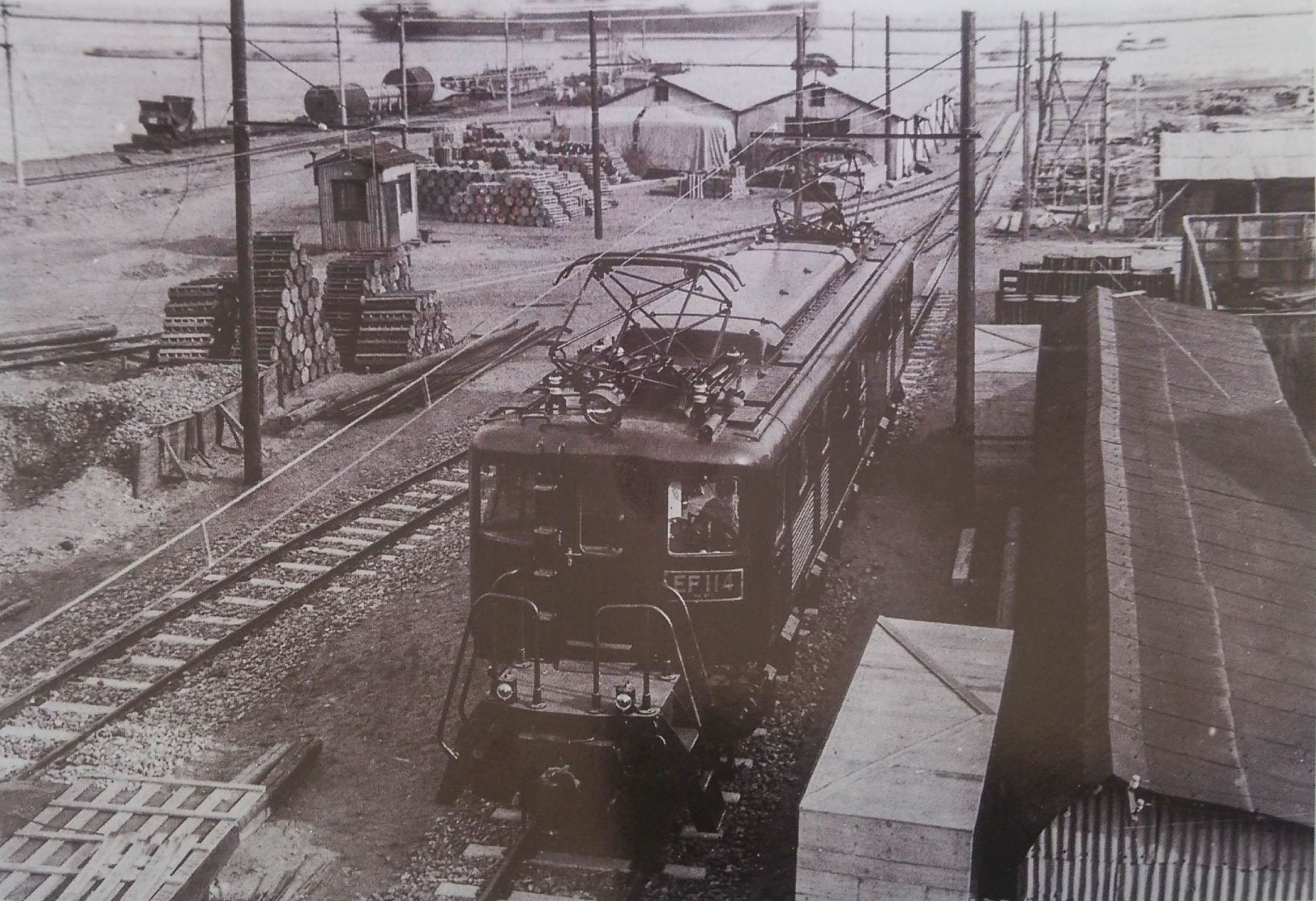
EF11 4
（1937年3月）

EF11形は、1935年（昭和10年）から1937年（昭和12年）にかけて、日本国有鉄道の前身である鉄道省が製造した貨物用直流電気機関車である。

## 概要
1935年に1,3号機、1936年に2号機、1937年に4号機の計4両が汽車製造で製造された。EF10形を元にし、鉄道省において初めて電力回生ブレーキを採用した勾配用電気機関車である。
形態はEF10形に準じているが、初めから溶接構造を採用した。1 - 3号機はEF10形1 - 16号機と同じだが、リベットがなくなっているのが特徴。1937年3月に竣工した4号機は丸味がある車体に変わり、続いて登場したEF56形1 - 6号機やEF10形17 - 24号機も同様の形態で登場した。
尾灯は外付け式だが、1960年代に全機車体組み込み式に改造されている。

## 主要諸元

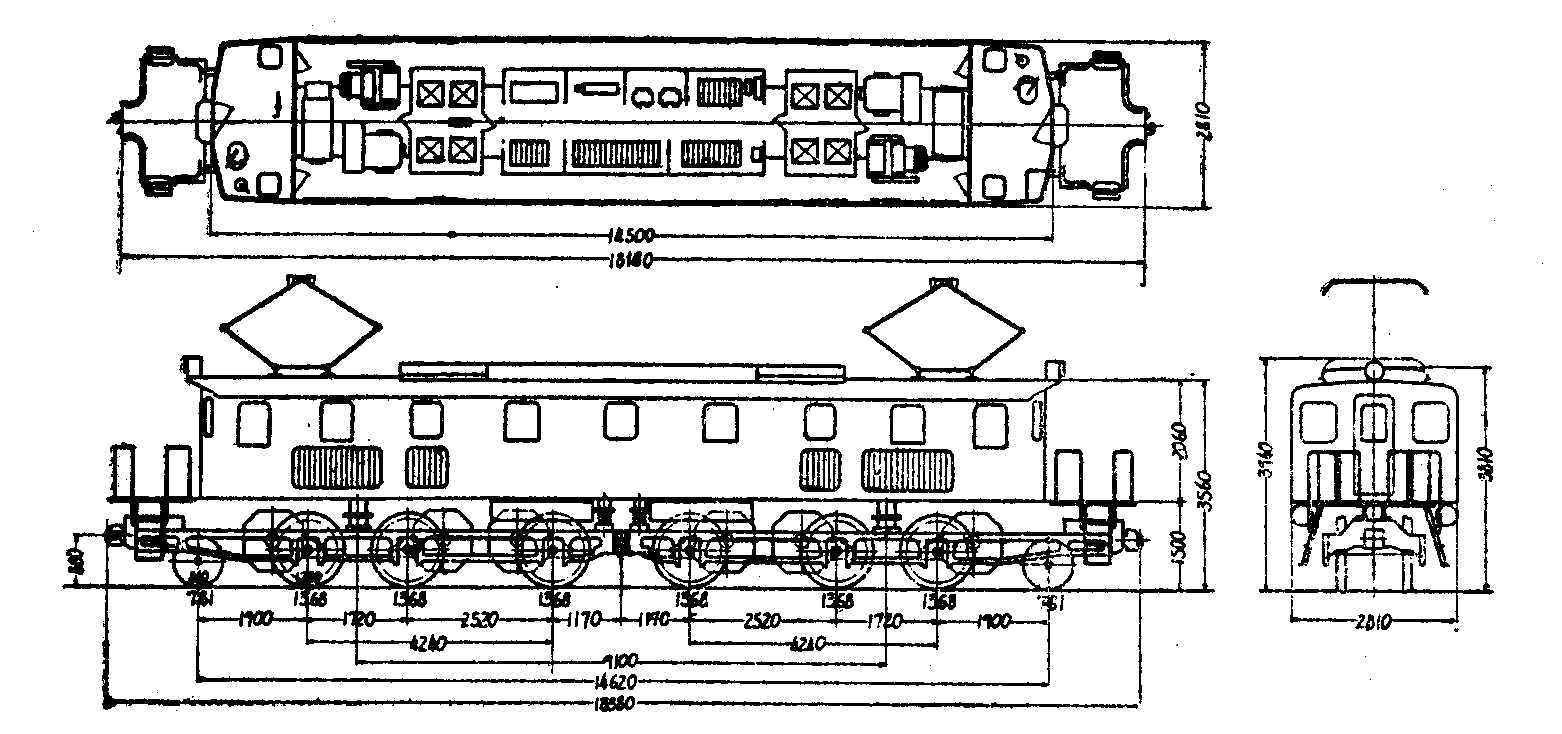
形式図(EF11 1-3)

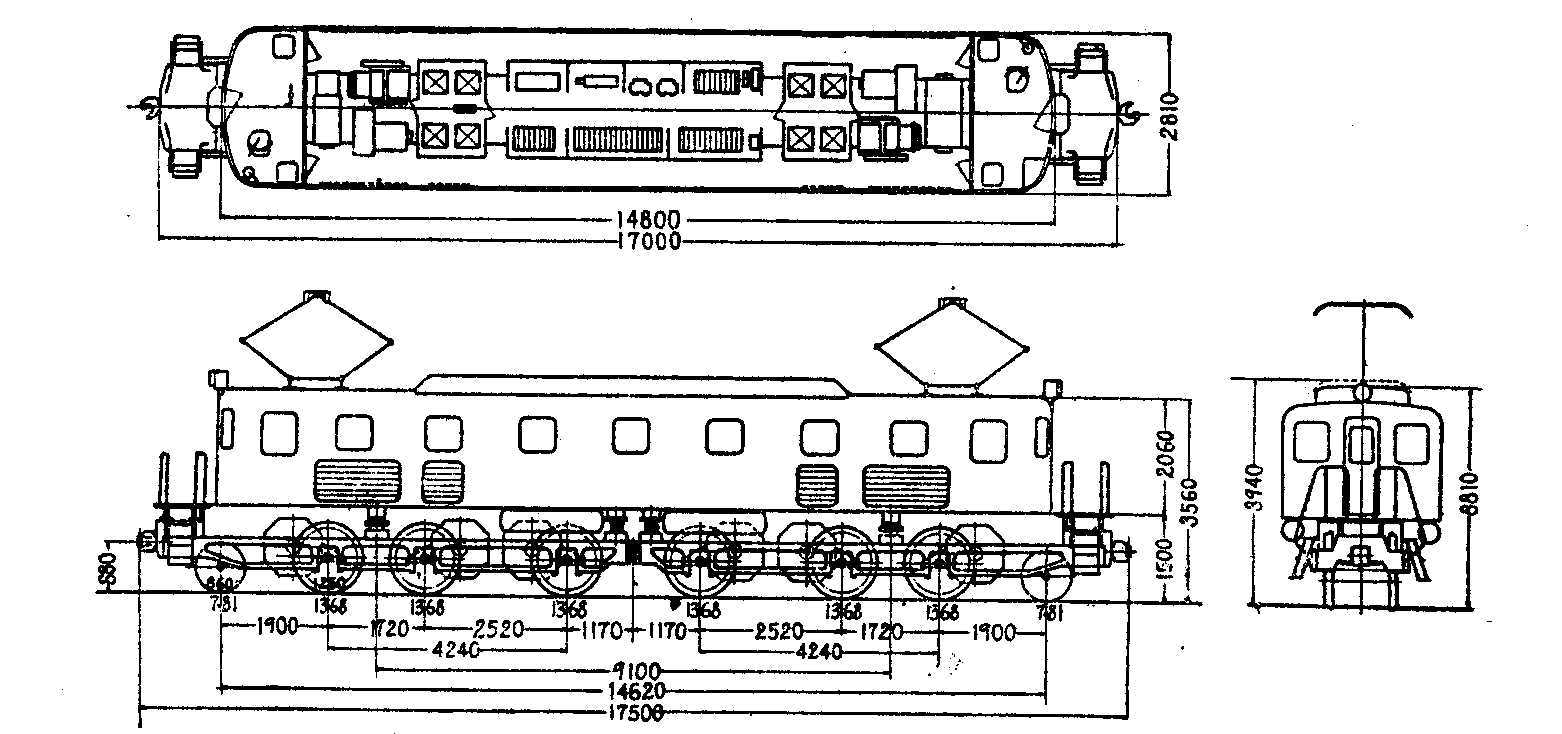
形式図(EF11 4)

- 全長：18380mm（4号機のみ17500mm）
- 全幅：2810mm
- 全高：3940mm
- 重量：97.70t
- 電気方式：直流1500V
- 軸配置：1C+C1
- 1時間定格出力：1350kW
- 主電動機：MT28
- 最高運転速度：75km/h

## 運用
当初、1・2号機が甲府機関区に、3・4号機が水上機関区に配置され、それぞれ中央本線・上越線で使用された。1941年（昭和16年）には全機が甲府機関区に集められたが、1943年（昭和18年）には全機が水上機関区に転属した。
1936年（昭和11年）に1号機を使用して上越線で実施された試験では、旅客列車・貨物列車ともに回生率30％以上を記録し、良好な成績を収めたが、回生制動を導入するには地上設備の改修が必要になる他、鉄道省内の電化に対する思惑の違いもあって本格導入には至らず、EF11も4両のみの少数派に留まった。回生制動装置についても、1943年（昭和18年）に一部部品を撤去して使用停止となり、戦時中はEF10形と共通運用された。
1947年（昭和22年）から1948年（昭和23年）に国府津機関区や甲府機関区に転属する際、2号機を除く3両の回生制動装置が整備されて使用可能になったものの、本形式の回生制動は主幹制御器側でブレーキ指令を行う設計で、さらに空気制動との連携機構を持たなかったことから空気制動のみの機関車とはブレーキの取り扱いが異なっていた。結局再整備されたこの機構はほとんど使用されず、1961年（昭和36年）に撤去された。
なお、1950年12月にED42形3台へEF11形の部品を転用した回生ブレーキの試験が実施されている。
1948年（昭和23年）からは甲府機関区に配置され、貨物列車の他に旅客列車も牽引（冬季は暖房車を増結）したが、1957年（昭和32年）には八王子機関区に転属して貨物列車牽引に充てられ、晩年にはEF10形と共通運用となって1974年（昭和49年）に全機が廃車された。廃車後は全て解体処分され、現存機は無い。